# Juliana Velásquez
Juliana Velásquez Buitrago (Bogotá, 22 de fevereiro de 1998) é uma atriz, cantora, compositora e apresentadora colombiana. Ficou conhecida por ser a vencedora do reality show Angelitos em 2004 e por participar desde 2005 do programa infantil Club 10 da rede Caracol Televisión. No início de 2020 retomou a carreira de cantora.
Em março de 2021, ela foi confirmada como elenco principal da série original do Disney+, Siempre fui yo.

## Discografia

### EP's
- 2020: Dos y Ventidós
- 2022: Delirante

### Álbuns
- 2021: Juliana
- 2022: DOS DOS DOS
- 2023: Mar adentro